# Olympische Sommerspiele 1952/Kanu – Zweier-Kajak 10.000 m (Männer)
Der Wettbewerb im Zweier-Kajak über 10.000 Meter bei den Olympischen Sommerspielen 1952 wurde am 27. Juli im Soutustadion in Helsinki ausgetragen.
Die Finnen Kurt Wires und Yrjö Hietanen, die auch über 1000 Meter gewannen, holten hier die Gold-Medaille vor Schweden und Ungarn. Der Wettbewerb wurde in einem Lauf ausgetragen.

## Ergebnisse
| Rang | Athlet                                  | Nation             | Zeit        |
| ---- | --------------------------------------- | ------------------ | ----------- |
| 1    | Kurt Wires Yrjö Hietanen                | Finnland           | 44:21,3 min |
| 2    | Gunnar Åkerlund Hans Wetterström        | Schweden           | 44:21,7 min |
| 3    | Ferenc Varga József Gurovits            | Ungarn             | 44:26,6 min |
| 4    | Max Raub Herbert Wiedermann             | Österreich         | 44:29,1 min |
| 5    | Ivar Mathisen Knut Østby                | Norwegen           | 45:04,7 min |
| 6    | Karl-Heinz Schäfer Meinrad Miltenberger | BR Deutschland     | 45:15,2 min |
| 7    | Rudolf Klabouch Bedřich Dvořák          | Tschechoslowakei   | 45:39,6 min |
| 8    | Ingvard Nørregaard Svend Frømming       | Dänemark           | 45:59,6 min |
| 9    | Cees Koch Jan Klingers                  | Niederlande        | 46:09,6 min |
| 10   | Nikolai Tetjorkin Igor Feoktistow       | Sowjetunion        | 47:00,9 min |
| 11   | William Brigden James Nickel            | Kanada             | 47:53,2 min |
| 12   | Heinrich Heß Kurt Zimmer                | Saarland           | 48:05,6 min |
| 13   | Josy Koelsch Georges Kunz               | Frankreich         | 48:23,2 min |
| 14   | John Anderson Paul Bochenwich           | Vereinigte Staaten | 48:30,7 min |
| 15   | René Fonck Jean Nickels                 | Großbritannien     | 48:32,6 min |
| 16   | Werner Müller Werner Bieri              | Schweiz            | 49:21,2 min |
| 17   | Raffaele Bastoni Dante Agostini         | Italien            | 49:21,8 min |
| 18   | Eugène Hanck Roland Licker              | Luxemburg          | 50:08,4 min |

## Weblink
- Ergebnisse